# Moschea di Muhammad Ali
La moschea di Muhammad Ali o moschea di alabastro (in arabo مسجد محمد علي‎?, in turco Mehmet Ali Paşa Camii) è una moschea situata nella Cittadella del Cairo in Egitto fatta costruire da Muhammad Ali Pasha fra il 1830 ed il 1848 in memoria di Ṭūsūn Pascià, il figlio maggiore morto nel 1816.
Situata sulla sommità della Cittadella stessa, l'edificio ottomano è il più grande ad essere stato costruito nella prima metà del XIX secolo e, grazie alla silhouette a doppio minareto, è il luogo che, avvicinandosi alla città, risulta visibile con maggiore facilità.

## Storia

Moschea di Muhammad Ali nella mappa della Cittadella de Il Cairo.

La moschea venne costruita sul sito del vecchio palazzo reale dei Mamelucchi tra il 1830 e il 1848, e dunque poggia su un terreno su cui sono accumulati i detriti degli edifici preesistenti, dall'architetto istanbuliano Yusuf Bushnak, il quale prese come modello la Moschea Blu della città turca.
Prima del completamento della moschea del '57, l'alabastro dei pannelli delle pareti superiori venne asportato ed utilizzato per la costruzione del palazzo di Abbas I e i muri rivestiti di legno dipinto in finto marmo. Dunque già nel 1899 l'edificio iniziò a mostrare i primi segni di cedimento strutturale e fu necessario intervenire con lavori di consolidamento che non impedirono le autorità di classificare il luogo di culto come pericoloso. Solo nel 1931 (e fino al 1939, sotto il regno di re Faruq) si ebbe una ristrutturazione completa, per ordine di re Fuad.
Poiché non ancora completa alla sua morte, Muhammad Ali Pasha venne tumulato in una tomba scolpita in marmo di Carrara, nel cortile della moschea solo nel 1857, per volontà di Hawsh al-Basha.

## Architettura

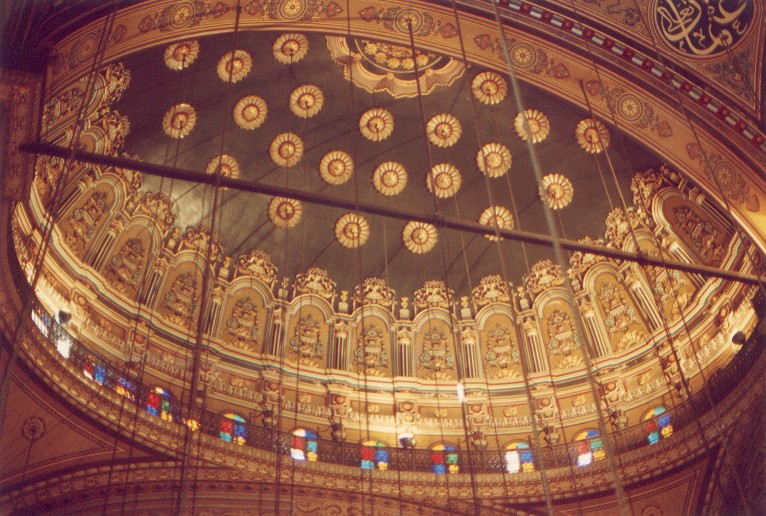
La cupola della moschea vista dall'interno.

Muhammad Ali scelse di far edificare la moschea di Stato in pieno stile ottomano, come già avevano usato i suoi predecessori.
Venne in questo modo realizzato un ampio piazzale quadrato, di lato 50 metri, e la moschea a base quadrata (41 metri di lato). Fu prediletto l'utilizzo di materiali calcarei, sebbene le pareti del cortile fino a 11,3 metri siano ricoperte in alabastro).
La moschea presenta una cupola centrale (21 metri di diametro) circondata da quattro più piccole cupole semicircolari ricoperte di piombo e dipinte con motivi in rilievo - eccettuati i due eleganti minareti cilindrici di foggia turca con balconi situati sul lato occidentale della moschea, che si innalzano per 82 metri, la mosche arriva a 52 metri .
Al centro della facciata nord-occidentale è sita la torre dell'orologio, dono a Muhammad Ali da parte di Luigi Filippo di Francia - ricambiato poi con l'obelisco di Luxor (ora al centro di Place de la Concorde a Parigi).
Il miḥrāb sulla parete sud-est è alto tre piani e coperto da una cupola semicircolare. Sono presenti, inoltre, due arcate al secondo piano, poggiate su colonne e coperte da cupole.
Lo stile bizantineggiante, combinato alla presenza dei due minareti e mezze cupole circondanti la cupola centrale - caratteristiche riservate alle moschee costruite sotto l'autorità dei Sultani - furono una dichiarazione di sfida de facto all'indipendenza egiziana.

## Altre immagini

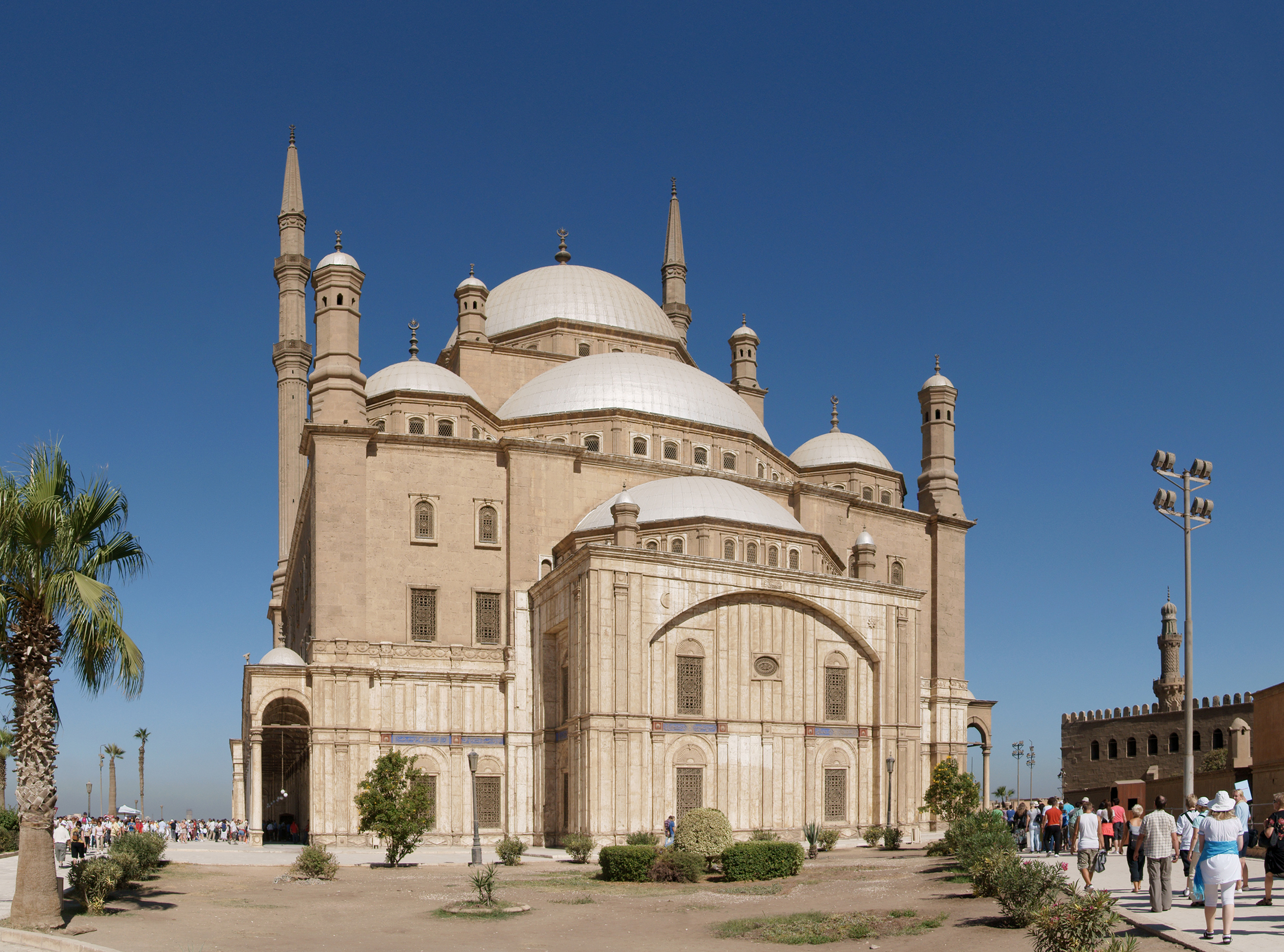
Cortile della moschea.
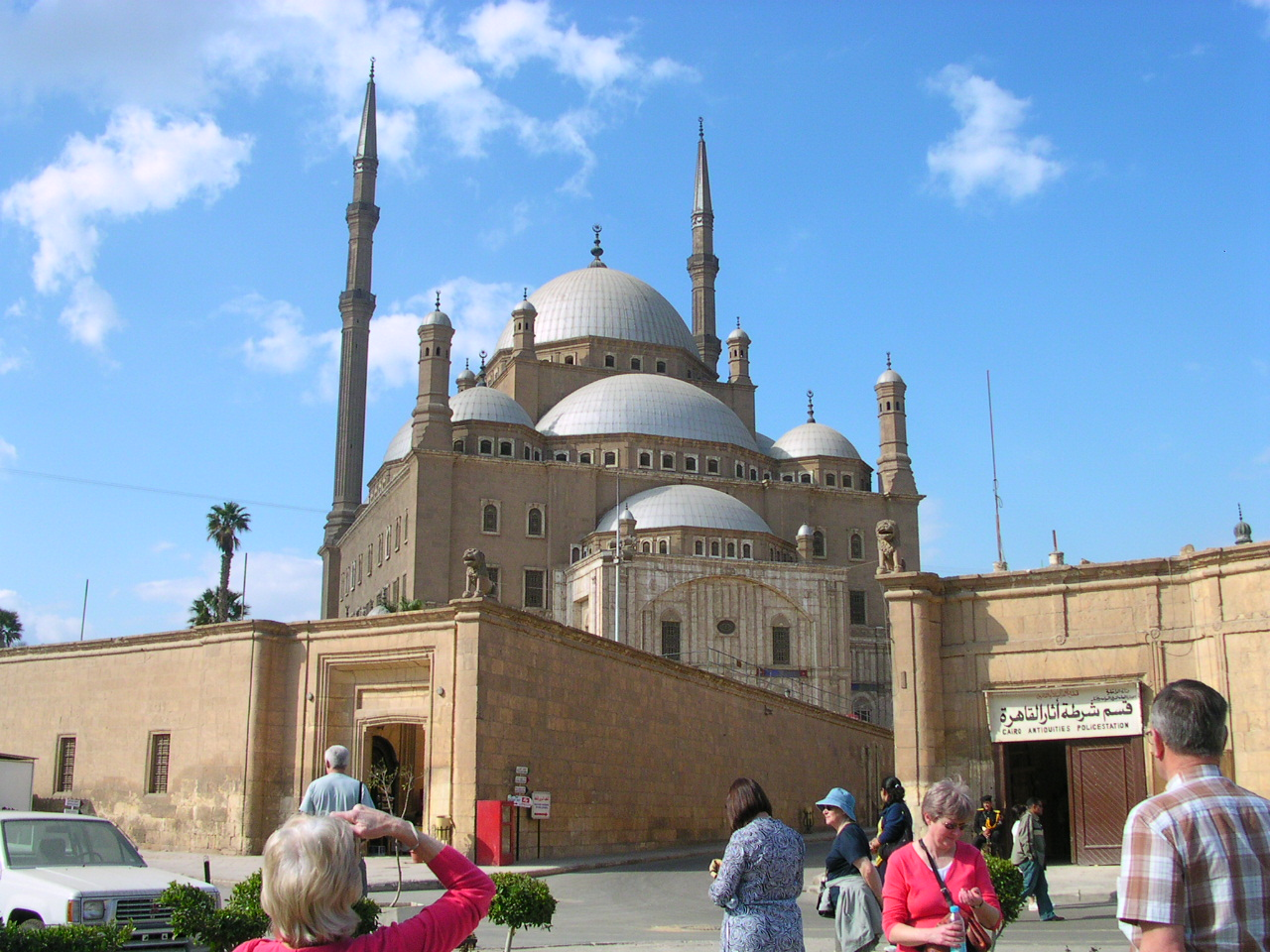
Esterno.
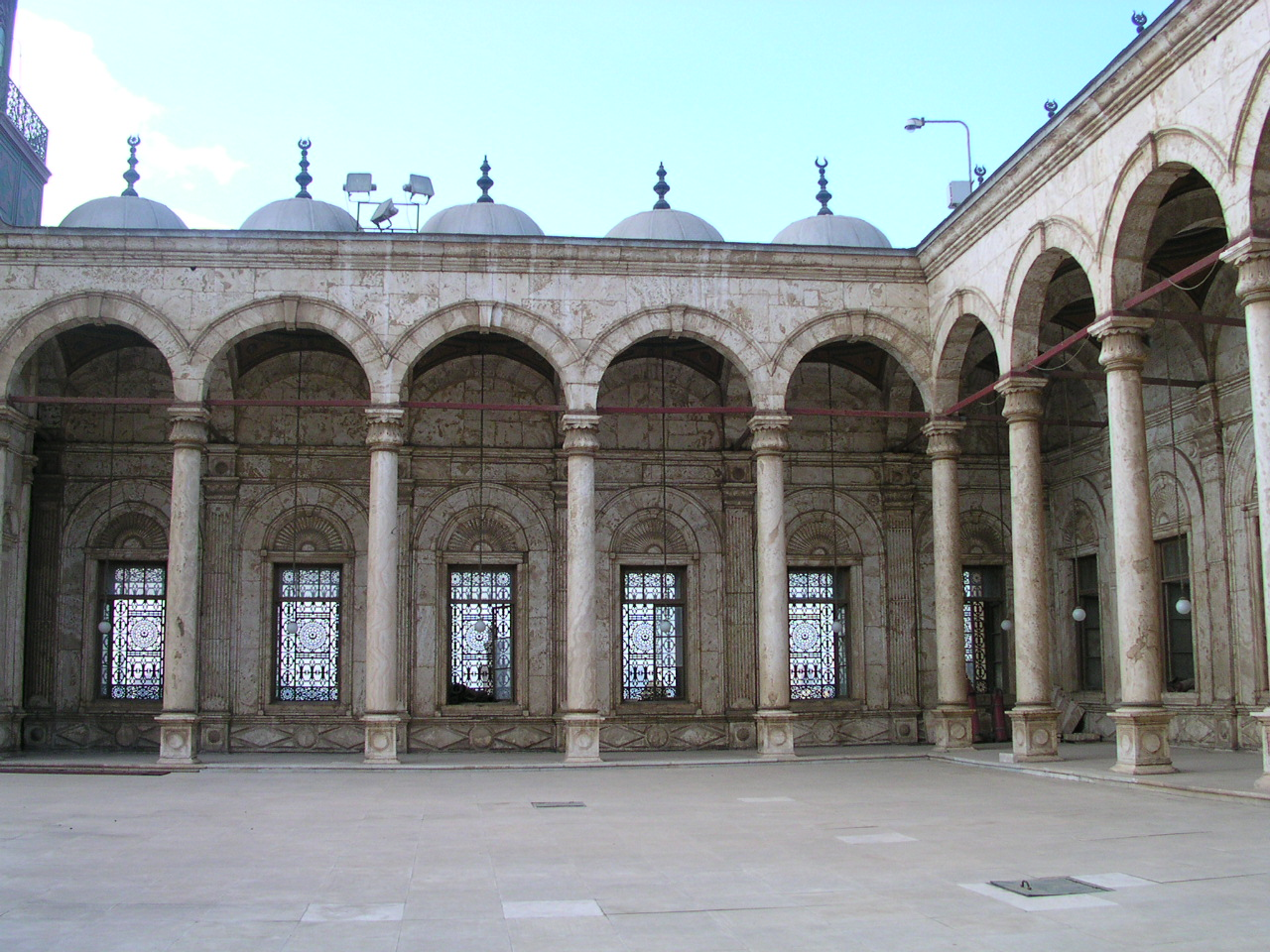
I portici del cortile interno rivestiti di alabastro.
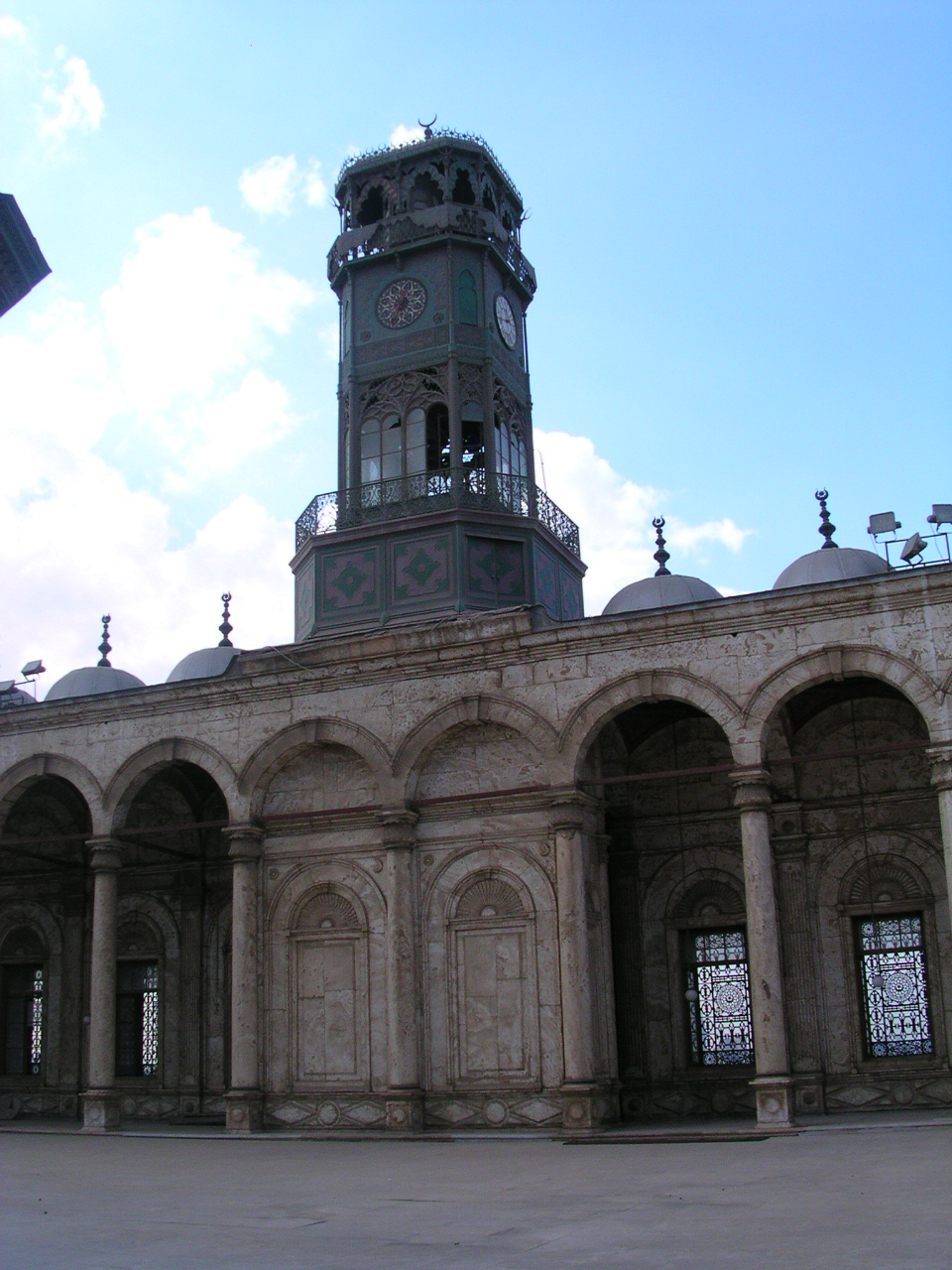
La torre dell'orologio.
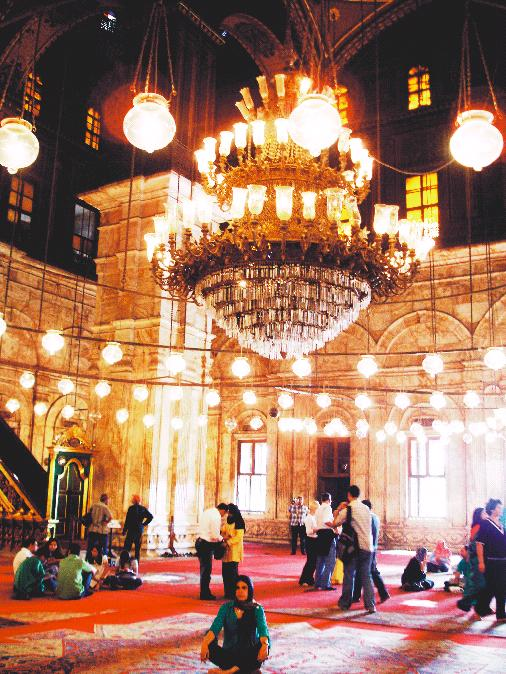
Interno della moschea.
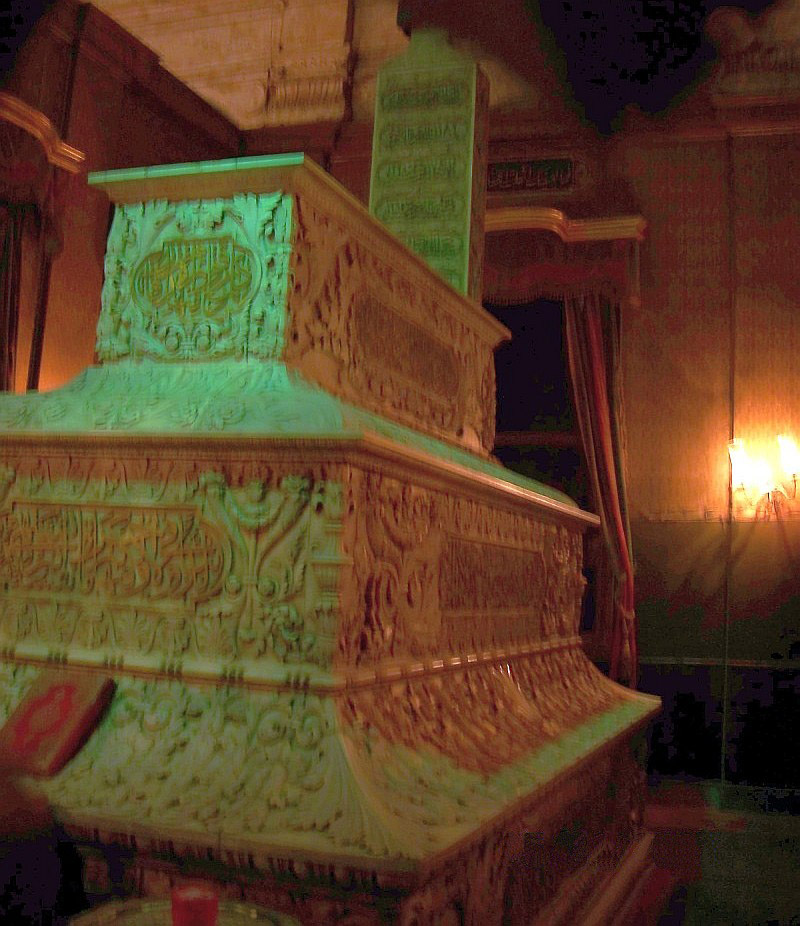
Tomba di Muhammad Ali Pasha all'interno della moschea.
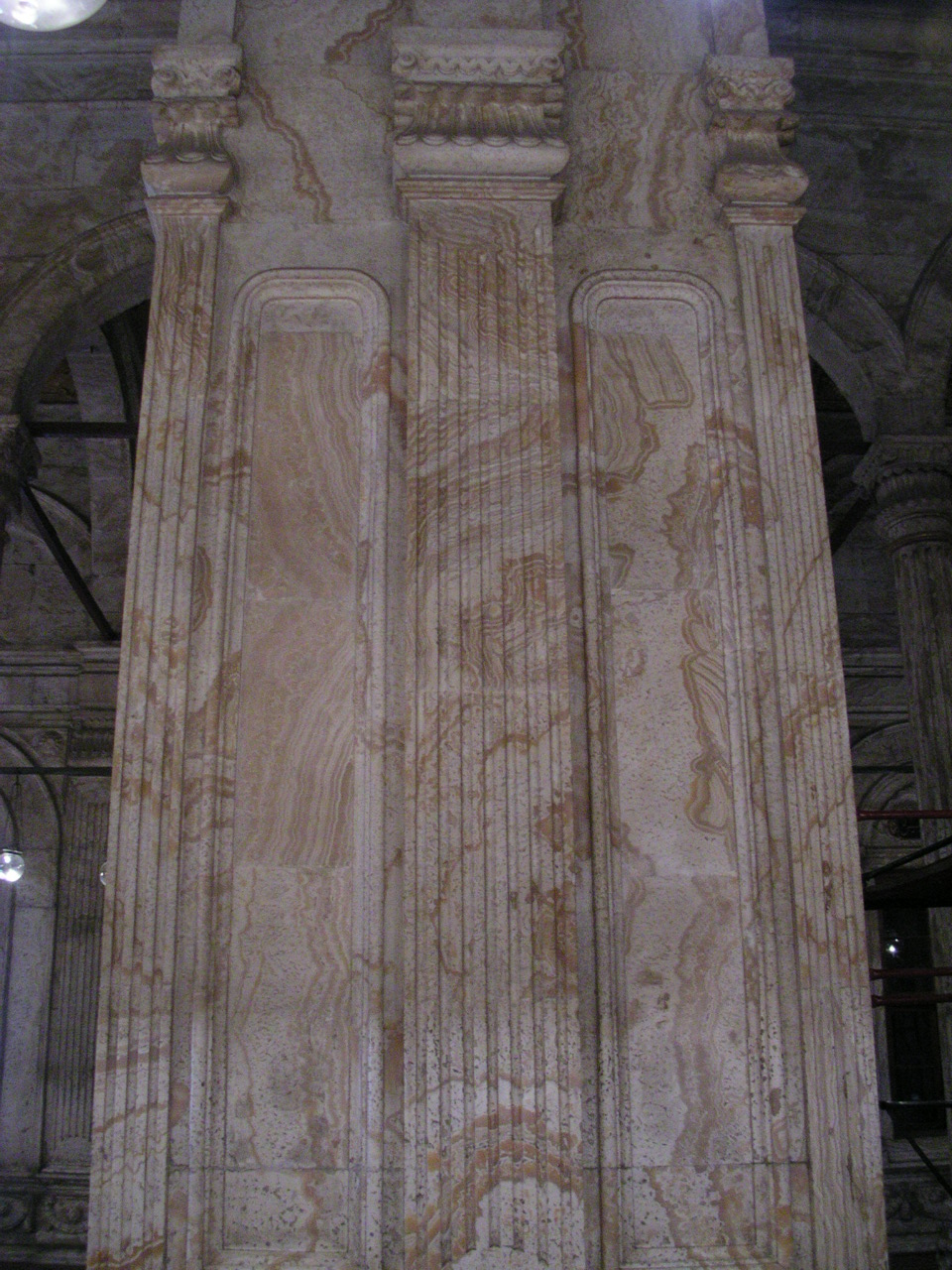
Pilastro ricoperto di alabastro.
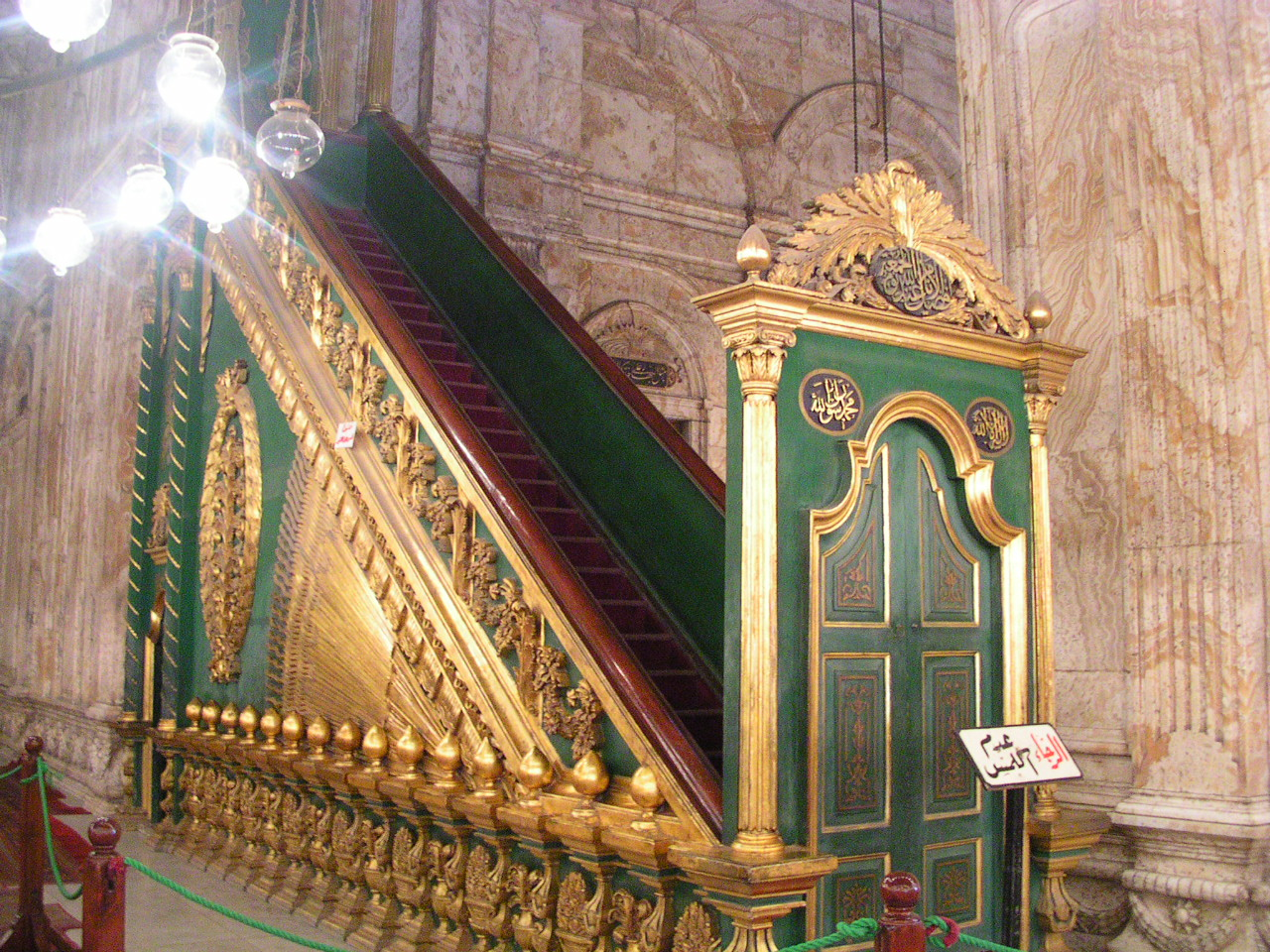
Minbar della moschea.